# Тансизарово
Тансизарово (рос. Тансызарово, башк. Таңһыҙар) — присілок у складі Бураєвського району Башкортостану, Росія. Входить до складу Тангатаровської сільської ради.
Населення — 55 осіб (2010; 106 у 2002).
Національний склад:
- башкири — 96 %

Стара назва — Тансизаровой.